# Vladimir Yerokhine
Vladimir Nikitovitch Yerokhine (en russe : Владимир Никитович Ерохин), né le 10 avril 1930 à Moscou, à l'époque en Union soviétique, aujourd'hui en Russie et décédé le 6 octobre 1996 à Kiev en Ukraine, est un joueur de football soviétique (ukrainien) qui évoluait au poste de défenseur.

## Biographie

### Carrière en club
Avec le Dynamo Kiev, il remporte un championnat d'URSS et une Coupe d'URSS.

### Carrière en sélection
Avec l'équipe d'URSS, il figure dans le groupe des sélectionnés lors de la coupe du monde de 1958.
Il ne joue toutefois aucun match avec l'équipe d'URSS.

## Statistiques
| Saison                | Club                  | Championnat           | Championnat | Championnat | Coupe(s) nationale(s) | Coupe(s) nationale(s) | Total | Total |
| Saison                | Club                  | Division              | M.          | B.          | M.                    | B.                    | M.    | B.    |
| 1954                  | Dynamo Kiev           | D1                    | 1           | 0           | -                     | -                     | 1     | 0     |
| 1955                  | Dynamo Kiev           | D1                    | 13          | 0           | 1                     | 0                     | 14    | 0     |
| 1956                  | Dynamo Kiev           | D1                    | 17          | 0           | -                     | -                     | 17    | 0     |
| 1957                  | Dynamo Kiev           | D1                    | 20          | 0           | 2                     | 0                     | 22    | 0     |
| 1958                  | Dynamo Kiev           | D1                    | 20          | 0           | 1                     | 0                     | 21    | 0     |
| 1959                  | Dynamo Kiev           | D1                    | 21          | 1           | -                     | -                     | 21    | 1     |
| 1960                  | Dynamo Kiev           | D1                    | 23          | 0           | -                     | -                     | 23    | 0     |
| 1961                  | Dynamo Kiev           | D1                    | 2           | 0           | -                     | -                     | 2     | 0     |
| Sous-total            | Sous-total            | Sous-total            | 117         | 1           | 4                     | 0                     | 121   | 1     |
| 1962                  | Avangard Ternopol     | D2                    | 36          | 0           | 3                     | 0                     | 39    | 0     |
| 1963                  | Avangard Ternopol     | D3                    | 1+          | 1           | 1                     | 0                     | 2     | 1     |
| 1964                  | Avangard Ternopol     | D3                    | 30          | 0           | 3                     | 0                     | 33    | 0     |
| 1965                  | Avangard Ternopol     | D3                    | 37          | 0           | 8                     | 0                     | 45    | 0     |
| Sous-total            | Sous-total            | Sous-total            | 104+        | 0           | 15                    | 0                     | 119   | 0     |
| Total sur la carrière | Total sur la carrière | Total sur la carrière | 221+        | 1           | 19                    | 0                     | 240   | 1     |

## Palmarès
Dynamo Kiev
- Championnat d'URSS (1) :
  - Champion : 1961.
  - Vice-champion : 1960.

- Coupe d'URSS (1) :
  - Vainqueur : 1954.